# FK Sutjeska Nikšić
A Sutjeska Nikšić (cirill írással: ФК Сутјеска Никшић) egy montenegrói labdarúgócsapat Nikšićből. Jelenleg a  montenegrói első osztályban szerepel. Ötszörös bajnok és egyszeres kupagyőztes.
Az 1990-es évek végén a csapat utánpótlás programjából olyan kiváló játékosok kerültek ki, mint az AS Roma csatárára, Mirko Vučinić, vagy a DVSC volt első számú hálóőre, Vukašin Poleksić.

## Sikerei
- Montenegrói bajnokság:
  -  Bajnok (5): 2012–13, 2013–14, 2017–18, 2018–19, 2021–22
  -  2. hely (4): 2014–15, 2019–20, 2020–21, 2022–23
- Montenegrói kupa
  -  Győztes (2): 2016–17, 2022–23
  -  Döntős (1): 2006–07

## Stadion
A Sutjeska hazai mérkőzéseit Nikšićben, a Gradski Stadionban játssza. A stadion 10 800 ülőhellyel rendelkezik.

## Nemzetközi szereplése
| Idény | Kupa           | Forduló    | Klub             | 1. mérk. | 2. mérk. |
| ----- | -------------- | ---------- | ---------------- | -------- | -------- |
| 2003  | Intertotó-kupa | 1. forduló | Union Luxembourg | 3–0      | 1–1      |
| 2003  | Intertotó-kupa | 2. forduló | Tampere United   | 0–0      | 0–1      |

Megjegyzés: Csak az Európai Labdarúgó-szövetség (UEFA) által szervezett európai kupák eredményeit tartalmazza. Az eredmények minden esetben a Sutjeska Nikšić szemszögéből értendőek, a félkövéren jelölt mérkőzéseket pályaválasztóként játszotta.